# Глибока Макатиха
Глибо́ка Мака́ти́ха — село в Україні, у Святогірській міській громаді Краматорського району Донецької області. Населення становить 57 осіб.